# Keude Ulim
Keude Ulim is een bestuurslaag in het regentschap Pidie Jaya van de provincie Atjeh, Indonesië. Keude Ulim telt 340 inwoners (volkstelling 2010).